# 안성 봉업사지
안성 봉업사지(安城 奉業寺址)는 대한민국 경기도 안성시 죽산면에 있는 절터이다. 2003년 4월 21일 경기도의 기념물 제189호로 지정되었다.

## 개요
이 사지는 죽산면에서 일죽으로 가는 도로를 따라가다 보면 왼편으로 넓은 뜰이 있는 곳에 위치하고 있다.
봉업사지의 사명(寺名)이 확인된 것은 1966년 경지정리작업 중 출토된 향완과 반자에 새겨진 명문 때문이다.향완과 반자의 발견으로 고려사에 나오는 죽주의 봉업사가 현재의 봉업사지라는 것이 확인된 것이다.
『고려사』에 의하면 공민왕이 1363년(공민왕 12년) 죽주에 이르러 봉업사에서 태조의 진영을 알현하였다는 기록이 있다.
봉업사는 절 이름 그대로 나라를 창업한 것을 기념하여 창건된 호국사찰로 추정되고 있다.
사찰의 창건은 통일신라시기로 올라가며 창건 당시의 사명은 화차사(華次寺)였음이 1997년 발굴조사 결과 출토된 통일신라시대 명문기와를 통해 확인되었다.
봉업사는 진전사원으로 고려시대 불교사에서 중요한 위치를 차지하였던 사찰이었다.
현재 봉업사지에 남아있는 유물로는 죽산리 오층석탑(보물 435호), 죽산리 당간지주(유형문화재 89호)등이 있으며, 칠장사로 옮겨진 안성 봉업사지 석불입상 등이 있다.
봉업사는 경기도 박물관에 의해 3차례에 걸쳐 발굴이 진행된 바 있다.
봉업사에 대한 1, 2차 발굴은 1997년과 2000년에 실시되었으며, 당시 峻豊銘 기와 등 명문기와와 막새, 청자, 중국 자기들이 다량으로 출토된 바 있다.

## 관련 문화재
- 안성 봉업사지 오층석탑 (보물 제435호)
- 안성 봉업사지 석조여래입상 (보물 제983호)
- 안성 봉업사명 청동향로 (보물 제1414호)
- 안성 죽산리 당간지주 (경기도 유형문화재 제89호)

## 같이 보기
- 예부#고려

## 참고 자료
- 안성봉업사지 - 국가유산청 국가유산포털